# Basketball-Europameisterschaft der Damen 2007
Die Basketball-Europameisterschaft 2007 der Damen (offiziell: Eurobasket Women 2007) fand vom 24. September bis zum 7. Oktober 2007 in Italien in der Region Abruzzen statt.

## Austragungsorte
| Gruppe                   | Stadt    | Halle                           | Plätze |
| ------------------------ | -------- | ------------------------------- | ------ |
| A                        | Vasto    | Palazzetto Comunale di Vasto    |        |
| B                        | Lanciano | Palazzetto Comunale di Lanciano |        |
| C                        | Chieti   | Palasantafilomena               |        |
| D                        | Ortona   | Palazzetto Comunale di Ortona   |        |
| Zwischenrunde (Gruppe E) | Vasto    | Palazzetto Comunale di Vasto    |        |
| Zwischenrunde (Gruppe F) | Ortona   | Palazzetto Comunale di Ortona   |        |
| Finalrunde               | Chieti   | Palatricalle                    |        |

## Vorrunde
In der Vorrunde spielen jeweils vier Mannschaften in vier Gruppen gegeneinander. Der Sieger eines Spiels erhält zwei Punkte, der Verlierer einen Punkt. Steht ein Spiel am Ende der regulären Spielzeit unentschieden, so gibt es eine Verlängerung.
| Gruppe A                                  | Gruppe B                                     | Gruppe C                                         | Gruppe D                                 |
| ----------------------------------------- | -------------------------------------------- | ------------------------------------------------ | ---------------------------------------- |
| - Tschechien - Lettland - Israel - Türkei | - Belgien - Deutschland - Litauen - Rumänien | - Frankreich - Griechenland - Italien - Russland | - Belarus - Kroatien - Serbien - Spanien |

### Gruppe A –Vasto
| Spiel | Datum              | Team 1     | Team 2     | 1. Q. | 2. Q. | 3. Q. | 4. Q. | Verl. | Ergebnis | Topscorer                                          |
| ----- | ------------------ | ---------- | ---------- | ----- | ----- | ----- | ----- | ----- | -------- | -------------------------------------------------- |
| A1    | 24. September 2007 | Israel     | Tschechien | 11:17 | 13:18 | 07:19 | 12:21 | –     | 43:75    | Liron Cohen 16; Eva Vítečková 16                   |
| A2    | 24. September 2007 | Türkei     | Lettland   | 18:18 | 13:20 | 18:21 | 13:14 | –     | 62:73    | Nevriye Yılmaz, Yasemin Horasan 21; Gunta Baško 17 |
| A3    | 25. September 2007 | Lettland   | Israel     | 17:12 | 13:27 | 23:18 | 24:16 | –     | 77:73    | Anete Jēkabsone-Žogota 28; Liad Suez Karni 21      |
| A4    | 25. September 2007 | Tschechien | Türkei     | 20:13 | 19:10 | 29:19 | 18:20 | –     | 86:62    | Jana Veselá, Eva Vítečková 17; Birsel Vardarlı 20  |
| A5    | 26. September 2007 | Israel     | Türkei     | 18:17 | 23:26 | 04:18 | 13:09 | –     | 58:70    | Shai Doron 12; Yasemin Horasan 13                  |
| A6    | 26. September 2007 | Lettland   | Tschechien | 11:15 | 13:22 | 09:17 | 11:16 | –     | 44:70    | Anete Jēkabsone-Žogota 17; Eva Vítečková 12        |

| Platz | Team       | Spiele | Siege | Niederl. | Körbe   | Punkte | Diff. |
| ----- | ---------- | ------ | ----- | -------- | ------- | ------ | ----- |
| 1     | Tschechien | 3      | 3     | 0        | 231:149 | 6      | +82   |
| 2     | Lettland   | 3      | 2     | 1        | 194:205 | 5      | −11   |
| 3     | Türkei     | 3      | 1     | 2        | 194:217 | 4      | −23   |
| 4     | Israel     | 3      | 0     | 3        | 174:222 | 3      | −48   |

### Gruppe B –Lanciano
| Spiel | Datum              | Team 1      | Team 2      | 1. Q. | 2. Q. | 3. Q. | 4. Q. | Verl. | Ergebnis | Topscorer                               |
| ----- | ------------------ | ----------- | ----------- | ----- | ----- | ----- | ----- | ----- | -------- | --------------------------------------- |
| B1    | 24. September 2007 | Belgien     | Litauen     | 21:09 | 11:10 | 25:16 | 11:18 | –     | 68:53    | Anke de Mondt 18; Iveta Marčauskaitė 14 |
| B2    | 24. September 2007 | Rumänien    | Deutschland | 19:25 | 21:17 | 19:26 | 19:17 | -     | 78:85    | Maria Pascalau 26; Alexandra Müller 22  |
| B3    | 25. September 2007 | Deutschland | Belgien     | 10:18 | 12:15 | 18:15 | 13:13 | –     | 53:61    | Martina Weber 14; Ann Wauters 16        |
| B4    | 25. September 2007 | Litauen     | Rumänien    | 24:16 | 11:11 | 15:11 | 17:12 | –     | 67:50    | Lina Brazdeikytė 15; Maria Pascalau 12  |
| B5    | 26. September 2007 | Belgien     | Rumänien    | 20:23 | 16:19 | 23:16 | 15:13 | –     | 74:71    | Ann Wauters 20; Ancuța Stoenescu 14     |
| B6    | 26. September 2007 | Deutschland | Litauen     | 18:20 | 16:16 | 13:15 | 10:20 | –     | 57:71    | Linda Fröhlich 24; Sandra Valužytė 18   |

| Platz | Team        | Spiele | Siege | Niederl. | Körbe   | Punkte | Diff. |
| ----- | ----------- | ------ | ----- | -------- | ------- | ------ | ----- |
| 1     | Belgien     | 3      | 3     | 0        | 203:177 | 6      | +26   |
| 2     | Litauen     | 3      | 2     | 1        | 191:175 | 5      | +16   |
| 3     | Deutschland | 3      | 1     | 2        | 195:210 | 4      | −15   |
| 4     | Rumänien    | 3      | 0     | 3        | 199:226 | 3      | −27   |

### Gruppe C –Chieti
| Spiel | Datum              | Team 1       | Team 2       | 1. Q. | 2. Q. | 3. Q. | 4. Q. | Verl. | Ergebnis | Topscorer                                                 |
| ----- | ------------------ | ------------ | ------------ | ----- | ----- | ----- | ----- | ----- | -------- | --------------------------------------------------------- |
| C1    | 24. September 2007 | Italien      | Russland     | 18:22 | 13:12 | 08:08 | 16:18 | –     | 55:60    | Laura Macci 17; Marija Stepanowa 10                       |
| C2    | 24. September 2007 | Frankreich   | Griechenland | 17:13 | 10:06 | 13:13 | 18:18 | –     | 58:50    | Sandrine Gruda 14; Dimitra Kalentzou 16                   |
| C3    | 25. September 2007 | Griechenland | Italien      | 13:21 | 14:15 | 10:13 | 18:16 | –     | 55:65    | Anastasia Kostaki, Styliani Kaltsidou 13; Kathrin Rees 16 |
| C4    | 25. September 2007 | Russland     | Frankreich   | 21:13 | 18:15 | 13:13 | 11:18 | –     | 63:59    | Marija Stepanowa 19; Émilie Gomis 16                      |
| C5    | 26. September 2007 | Italien      | Frankreich   | 06:11 | 10:17 | 19:11 | 13:25 | –     | 48:64    | Laura Macchi 15; Sandrine Gruda 14                        |
| C6    | 26. September 2007 | Griechenland | Russland     | 13:29 | 09:15 | 12:21 | 13:21 | –     | 47:86    | Evanthia Maltsi 22; Irina Ossipowa 21                     |

| Platz | Team         | Spiele | Siege | Niederl. | Körbe   | Punkte | Diff. |
| ----- | ------------ | ------ | ----- | -------- | ------- | ------ | ----- |
| 1     | Russland     | 3      | 3     | 0        | 209:161 | 6      | +48   |
| 2     | Frankreich   | 3      | 2     | 1        | 181:161 | 5      | +20   |
| 3     | Italien      | 3      | 1     | 2        | 168:179 | 4      | −11   |
| 4     | Griechenland | 3      | 0     | 3        | 152:209 | 3      | −57   |

### Gruppe D –Ortona
| Spiel | Datum              | Team 1   | Team 2   | 1. Q. | 2. Q. | 3. Q. | 4. Q. | Verl. | Ergebnis | Topscorer                                 |
| ----- | ------------------ | -------- | -------- | ----- | ----- | ----- | ----- | ----- | -------- | ----------------------------------------- |
| D1    | 24. September 2007 | Belarus  | Spanien  | 12:17 | 15:23 | 24:20 | 11:16 | –     | 62:76    | Jekaterina Snitina 18; Amaya Valdemoro 17 |
| D2    | 24. September 2007 | Serbien  | Kroatien | 16:21 | 22:19 | 24:16 | 26:14 | –     | 88:70    | Miljana Musović 19; Petra Štampalija 20   |
| D3    | 25. September 2007 | Kroatien | Belarus  | 11:18 | 14:26 | 18:24 | 23:24 | –     | 66:92    | Petra Štampalija 20; Tatjana Troina 19    |
| D4    | 25. September 2007 | Spanien  | Serbien  | 21:17 | 22:19 | 17:18 | 19:22 | –     | 79:76    | Elisa Aguilar 22; Maja Miljković 15       |
| D5    | 26. September 2007 | Belarus  | Serbien  | 21:16 | 22:20 | 17:11 | 19:06 | –     | 79:53    | Jelena Lewtschenko 14; Miljana Musović 15 |
| D6    | 26. September 2007 | Kroatien | Spanien  | 09:14 | 18:15 | 19:17 | 06:17 | –     | 52:63    | Sonja Kireta 11; Amaya Valdemoro 15       |

| Platz | Team     | Spiele | Siege | Niederl. | Körbe   | Punkte | Diff. |
| ----- | -------- | ------ | ----- | -------- | ------- | ------ | ----- |
| 1     | Spanien  | 3      | 3     | 0        | 218:190 | 6      | +28   |
| 2     | Belarus  | 3      | 2     | 1        | 233:195 | 5      | +38   |
| 3     | Serbien  | 3      | 1     | 2        | 217:228 | 4      | −11   |
| 4     | Kroatien | 3      | 0     | 3        | 188:243 | 3      | −55   |

## Zwischenrunde
Nach der Vorrunde qualifizieren sich jeweils die ersten drei Mannschaften einer Gruppe für die Zwischenrunde. Die drei Teams der Gruppen A und B bilden die Gruppe E, die Qualifizierten der Gruppen C und D bilden die neue Gruppe F. Jedes Team tritt einmal gegen jedes der drei Teams aus der anderen Vorrundengruppe an. Die Punkte aus den Vorrundenspielen werden weitergeführt.
Die Gruppen sehen also wie folgt aus:
| Gruppe E                                                           | Gruppe F                                                        |
| ------------------------------------------------------------------ | --------------------------------------------------------------- |
| - Tschechien - Lettland - Türkei - Belgien - Litauen - Deutschland | - Russland - Frankreich - Italien - Spanien - Belarus - Serbien |

### Gruppe E –Vasto
| Spiel | Datum              | Team 1      | Team 2      | 1. Q. | 2. Q. | 3. Q. | 4. Q. | Verl. | Ergebnis | Topscorer                                              |
| ----- | ------------------ | ----------- | ----------- | ----- | ----- | ----- | ----- | ----- | -------- | ------------------------------------------------------ |
| E1    | 28. September 2007 | Deutschland | Tschechien  | 17:14 | 08:12 | 13:12 | 16:09 | –     | 54:47    | Linda Fröhlich 18; Eva Vítečková 15                    |
| E2    | 28. September 2007 | Litauen     | Lettland    | 09:15 | 14:20 | 11:22 | 12:19 | –     | 46:76    | Iveta Marčauskaitė 18; Anete Jēkabsone-Žogota 20       |
| E3    | 28. September 2007 | Türkei      | Belgien     | 10:29 | 16:20 | 20:23 | 17:13 | –     | 63:85    | Yasemin Horasan 17; Laurence van Malderen 16           |
| E4    | 30. September 2007 | Tschechien  | Litauen     | 19:24 | 16:21 | 21:11 | 19:11 | –     | 75:67    | Markéta Mokrošová 13; Lina Brazdeikyte 13              |
| E5    | 30. September 2007 | Deutschland | Türkei      | 15:22 | 13:22 | 13:16 | 22:16 | –     | 63:76    | Anne Breitreiner 19; Yasemin Horasan 18                |
| E6    | 30. September 2007 | Lettland    | Belgien     | 11:18 | 15:10 | 28:16 | 15:22 | –     | 69:66    | Anete Jēkabsone-Žogota 27; Ann Wauters 30              |
| E7    | 2. Oktober 2007    | Belgien     | Tschechien  | 21:19 | 17:16 | 20:23 | 12:14 | –     | 70:72    | Ann Wauters 22; Eva Vítečková 22                       |
| E8    | 2. Oktober 2007    | Lettland    | Deutschland | 23:13 | 08:19 | 17:05 | 12:10 | –     | 60:47    | Gunta Baško 16; Martina Weber 11                       |
| E9    | 2. Oktober 2007    | Litauen     | Türkei      | 16:15 | 18:15 | 13:19 | 20:12 | –     | 67:61    | Rima Valentienė, Agnė Čiūdarienė 12; Nevriye Yılmaz 20 |

| Platz | Team        | Spiele | Siege | Niederl. | Körbe   | Punkte | Diff. |
| ----- | ----------- | ------ | ----- | -------- | ------- | ------ | ----- |
| 1     | Tschechien  | 5      | 4     | 1        | 350:297 | 9      | +53   |
| 2     | Lettland    | 5      | 4     | 1        | 322:291 | 9      | +31   |
| 3     | Belgien     | 5      | 3     | 2        | 350:310 | 8      | +40   |
| 4     | Litauen     | 5      | 2     | 3        | 304:337 | 7      | −33   |
| 5     | Türkei      | 5      | 1     | 4        | 324:374 | 6      | −50   |
| 6     | Deutschland | 5      | 1     | 4        | 274:315 | 6      | −41   |

### Gruppe F –Ortona
| Spiel | Datum              | Team 1     | Team 2     | 1. Q. | 2. Q. | 3. Q. | 4. Q. | Verl. | Ergebnis | Topscorer                                              |
| ----- | ------------------ | ---------- | ---------- | ----- | ----- | ----- | ----- | ----- | -------- | ------------------------------------------------------ |
| F1    | 29. September 2007 | Serbien    | Russland   | 25:17 | 11:13 | 11:14 | 20:21 | –     | 67:65    | Milica Dabović 28; Marija Stepanowa 18                 |
| F2    | 29. September 2007 | Belarus    | Frankreich | 18:15 | 15:26 | 16:12 | 11:19 | –     | 60:72    | Anastassija Weremejenko 15; Sandrine Gruda 17          |
| F3    | 29. September 2007 | Italien    | Spanien    | 18:25 | 14:22 | 15:16 | 17:16 | –     | 64:79    | Raffaella Masciadri 16; Elisa Aguilar 17               |
| F4    | 1. Oktober 2007    | Russland   | Belarus    | 24:15 | 17:16 | 27:09 | 19:33 | –     | 87:73    | Ilona Korstin 21; Jelena Lewtschenko 18                |
| F5    | 1. Oktober 2007    | Serbien    | Italien    | 12:17 | 08:14 | 13:16 | 10:17 | –     | 43:64    | Miljana Musović, Tamara Radočaj 7; Francesca Modica 13 |
| F6    | 1. Oktober 2007    | Frankreich | Spanien    | 09:13 | 20:16 | 17:11 | 07:23 | –     | 53:63    | Sandrine Gruda 13; Amaya Valdemoro 17                  |
| F7    | 3. Oktober 2007    | Spanien    | Russland   | 13:16 | 09:08 | 20:21 | 07:19 | –     | 49:64    | Amaya Valdemoro 14; Marija Stepanowa 19                |
| F8    | 3. Oktober 2007    | Frankreich | Serbien    | 18:23 | 21:11 | 17:13 | 12:13 | –     | 68:60    | Sandrine Gruda 16; Ivana Grubor 17                     |
| F9    | 3. Oktober 2007    | Belarus    | Italien    | 19:15 | 19:15 | 12:08 | 16:13 | –     | 66:51    | Jelena Lewtschenko 18; Francesca Modica 15             |

| Platz | Team       | Spiele | Siege | Niederl. | Körbe   | Punkte | Diff. |
| ----- | ---------- | ------ | ----- | -------- | ------- | ------ | ----- |
| 1     | Russland   | 5      | 4     | 1        | 339:303 | 9      | +36   |
| 2     | Spanien    | 5      | 4     | 1        | 346:319 | 9      | +27   |
| 3     | Frankreich | 5      | 3     | 2        | 316:294 | 8      | +22   |
| 4     | Belarus    | 5      | 2     | 3        | 340:339 | 7      | +01   |
| 5     | Italien    | 5      | 1     | 4        | 282:312 | 6      | −30   |
| 6     | Serbien    | 5      | 1     | 4        | 299:355 | 6      | −56   |

## Finalrunden

### Modus
Nach der Zwischenrunde qualifizieren sich jeweils die ersten vier Teams der beiden Gruppen E und F für die Finalrunde. Gespielt wird im Viertelfinale über Kreuz gegen einen Gegner aus der jeweils anderen Zwischenrundengruppe. Anschließend treffen sowohl die Sieger der Viertelfinals im Halbfinale aufeinander, als auch die Verlierer im „kleinen Halbfinale“. Die Sieger der Halbfinalspiele bestreiten das Finale, die Verlierer das Spiel um Platz 3. Die Sieger des „kleinen Halbfinales“ spielen um Platz 5, die Verlierer um Platz 7.

### Turnierbaum
Alle Zeiten in Mitteleuropäischer Sommerzeit (MESZ)
|  | Viertelfinale                | Viertelfinale                |                              |                              | Halbfinale                   | Halbfinale |  |  | Finale                       | Finale                       |
|  |                              |                              |                              |                              |                              |            |  |  |                              |                              |
|  | 43 – 4. Oktober 2007 – 21:00 |                              |                              |                              |                              |            |  |  |                              |                              |
|  | Tschechien                   | 46                           |                              |                              |                              |            |  |  |                              |                              |
|  | Tschechien                   | 46                           | 49 – 6. Oktober 2007 – 21:00 |                              |                              |            |  |  |                              |                              |
|  | Belarus                      | 52                           |                              |                              |                              |            |  |  |                              |                              |
|  | Belarus                      | 52                           | Belarus                      | 54                           |                              |            |  |  |                              |                              |
|  |                              |                              | Belarus                      | 54                           |                              |            |  |  |                              |                              |
|  |                              | Spanien                      | 70                           |                              |                              |            |  |  |                              |                              |
|  | Belgien                      | Spanien                      | 70                           | 53                           |                              |            |  |  |                              |                              |
|  | Belgien                      |                              |                              | 53                           |                              |            |  |  |                              |                              |
|  | Spanien                      | 72                           |                              | 54 – 7. Oktober 2007 – 19:30 | 54 – 7. Oktober 2007 – 19:30 |            |  |  |                              |                              |
|  | 45 – 5. Oktober 2007 – 21:00 | 45 – 5. Oktober 2007 – 21:00 | Spanien                      | 68                           |                              |            |  |  |                              |                              |
|  | 44 – 4. Oktober 2007 – 18:30 | 44 – 4. Oktober 2007 – 18:30 |                              | Russland                     | 74                           |            |  |  |                              |                              |
|  | Lettland                     | 66                           |                              |                              |                              |            |  |  |                              |                              |
|  | Frankreich                   | 62                           |                              |                              |                              |            |  |  |                              |                              |
|  | Frankreich                   | 62                           | Lettland                     | 36                           |                              |            |  |  |                              |                              |
|  |                              |                              | Lettland                     | 36                           | Spiel um Platz 3             |            |  |  |                              |                              |
|  |                              | Russland                     | 67                           |                              |                              |            |  |  |                              |                              |
|  | Litauen                      | Russland                     | 67                           | 58                           | Belarus                      | 72         |  |  |                              |                              |
|  | Litauen                      | 50 – 6. Oktober 2007 – 18:30 |                              | 58                           | Belarus                      | 72         |  |  |                              |                              |
|  | Russland                     | 75                           |                              | Lettland                     | 63                           |            |  |  |                              |                              |
|  | Russland                     | 75                           |                              |                              | 63                           |            |  |  |                              |                              |
|  | 46 – 5. Oktober 2007 – 18:30 | 46 – 5. Oktober 2007 – 18:30 |                              |                              |                              |            |  |  | 53 – 7. Oktober 2007 – 17:00 | 53 – 7. Oktober 2007 – 17:00 |

#### Plätze 5 bis 8
|  | Kleines Halbfinale           | Kleines Halbfinale           |                              |    | Finalrunden 5.–8. Platz      | Finalrunden 5.–8. Platz      |
|  |                              |                              |                              |    |                              |                              |
|  | Tschechien                   | 75                           |                              |    |                              |                              |
|  | Belgien                      | 50                           |                              |    |                              |                              |
|  | 47 – 6. Oktober 2007 – 16:00 |                              |                              |    |                              |                              |
|  |                              |                              | 52 – 7. Oktober 2007 – 14:30 |    |                              |                              |
|  | Tschechien                   | 93                           |                              |    |                              |                              |
|  |                              | Litauen                      | 54                           |    |                              |                              |
|  |                              |                              |                              |    |                              |                              |
|  | 7. und 8. Platz              |                              |                              |    |                              |                              |
|  | 48 – 6. Oktober 2007 – 13:30 | 48 – 6. Oktober 2007 – 13:30 | Belgien                      | 72 |                              |                              |
|  | Frankreich                   | 65                           | Frankreich                   | 63 |                              |                              |
|  | Litauen                      | 67                           |                              |    | 51 – 7. Oktober 2007 – 12:15 | 51 – 7. Oktober 2007 – 12:15 |

### Viertelfinale
| Spiel | Datum           | Team 1     | Team 2     | 1. Q. | 2. Q. | 3. Q. | 4. Q. | Verl. | Ergebnis | Topscorer                                                  |
| ----- | --------------- | ---------- | ---------- | ----- | ----- | ----- | ----- | ----- | -------- | ---------------------------------------------------------- |
| 43    | 4. Oktober 2007 | Tschechien | Belarus    | 15:11 | 12:20 | 14:08 | 05:13 | –     | 46:52    | Jana Vaselá 11; Natalja Martschenko, Jelena Lewtschenko 11 |
| 44    | 4. Oktober 2007 | Lettland   | Frankreich | 13:10 | 15:08 | 16:22 | 22:22 | –     | 66:62    | Gunta Baško 17; Sandrine Gruda 14                          |
| 45    | 5. Oktober 2007 | Belgien    | Spanien    | 20:18 | 11:14 | 13:22 | 09:18 | –     | 53:72    | Ann Wauters 19; Amaya Valdemoro 19                         |
| 46    | 5. Oktober 2007 | Litauen    | Russland   | 25:21 | 12:14 | 15:24 | 06:16 | –     | 58:75    | Iveta Marcauskaité 14; Olga Arteschina 17                  |

### Kleines Halbfinale
| Spiel | Datum           | Team 1     | Team 2  | 1. Q. | 2. Q. | 3. Q. | 4. Q. | Verl. | Ergebnis | Topscorer                              |
| ----- | --------------- | ---------- | ------- | ----- | ----- | ----- | ----- | ----- | -------- | -------------------------------------- |
| 47    | 6. Oktober 2007 | Tschechien | Belgien | 20:07 | 19:17 | 19:13 | 17:13 | –     | 75:50    | Michaela Uhrová 15; Ann Wauters 17     |
| 48    | 6. Oktober 2007 | Frankreich | Litauen | 14:13 | 19:14 | 24:23 | 08:17 | –     | 65:67    | Isabelle Yacoubou 15; Eglė Šulčiūtė 21 |

### Halbfinale
| Spiel | Datum           | Team 1   | Team 2   | 1. Q. | 2. Q. | 3. Q. | 4. Q. | Verl. | Ergebnis | Topscorer                                     |
| ----- | --------------- | -------- | -------- | ----- | ----- | ----- | ----- | ----- | -------- | --------------------------------------------- |
| 49    | 6. Oktober 2007 | Belarus  | Spanien  | 15:18 | 15:15 | 15:19 | 09:18 | –     | 54:70    | Tatjana Troina 10; Anna Montañana 14          |
| 50    | 6. Oktober 2007 | Lettland | Russland | 17:16 | 04:11 | 08:20 | 07:20 | –     | 36:67    | Anete Jēkabsone-Žogota 18; Olga Arteschina 15 |

### Spiel um Platz 7
| Spiel | Datum           | Team 1  | Team 2     | 1. Q. | 2. Q. | 3. Q. | 4. Q. | Verl. | Ergebnis | Topscorer                         |
| ----- | --------------- | ------- | ---------- | ----- | ----- | ----- | ----- | ----- | -------- | --------------------------------- |
| 51    | 7. Oktober 2007 | Belgien | Frankreich | 18:19 | 14:09 | 15:19 | 25:16 | –     | 72:63    | Ann Wauters 25; Sandrine Gruda 23 |

### Spiel um Platz 5
| Spiel | Datum           | Team 1     | Team 2  | 1. Q. | 2. Q. | 3. Q. | 4. Q. | Verl. | Ergebnis | Topscorer                          |
| ----- | --------------- | ---------- | ------- | ----- | ----- | ----- | ----- | ----- | -------- | ---------------------------------- |
| 52    | 7. Oktober 2007 | Tschechien | Litauen | 28:12 | 21:06 | 17:18 | 27:18 | –     | 93:54    | Eva Vítečková 16; Egle Sulciute 10 |

### Spiel um Platz 3
| Spiel | Datum           | Team 1  | Team 2   | 1. Q. | 2. Q. | 3. Q. | 4. Q. | Verl. | Ergebnis | Topscorer                                    |
| ----- | --------------- | ------- | -------- | ----- | ----- | ----- | ----- | ----- | -------- | -------------------------------------------- |
| 53    | 7. Oktober 2007 | Belarus | Lettland | 16:17 | 16:07 | 23:13 | 17:26 | –     | 72:63    | Anastassija Weremejenko 15; Liene Jansone 23 |

### Finale
| Spiel | Datum           | Team 1  | Team 2   | 1. Q. | 2. Q. | 3. Q. | 4. Q. | Verl. | Ergebnis | Topscorer                            |
| ----- | --------------- | ------- | -------- | ----- | ----- | ----- | ----- | ----- | -------- | ------------------------------------ |
| 54    | 7. Oktober 2007 | Spanien | Russland | 13:23 | 11:21 | 21:09 | 23:21 | –     | 68:74    | Amaya Valdemoro 26; Ilona Korstin 18 |

## Endstände
| Rang                       | Team         | Siege: Niederl. | Korbverhältnis |
| Finalrunden                | Finalrunden  | Finalrunden     | Finalrunden    |
| -------------------------- | ------------ | --------------- | -------------- |
| 1                          | Russland     | 8: 1            | 1,2520         |
| 2                          | Spanien      | 7: 2            | 1,1214         |
| 3                          | Belarus      | 5: 4            | 1,0445         |
| 4                          | Lettland     | 6: 3            | 0,9932         |
| 5                          | Tschechien   | 7: 2            | 1,2833         |
| 6                          | Litauen      | 4: 5            | 0,8870         |
| 7                          | Belgien      | 5: 4            | 1,0135         |
| 8                          | Frankreich   | 4: 5            | 1,0273         |
| Nicht im Viertelfinale     |              |                 |                |
| 9                          | Italien      | 2: 4            | 0,9455         |
| 9                          | Türkei       | 2: 4            | 0,9120         |
| 11                         | Deutschland  | 2: 4            | 0,9135         |
| 11                         | Serbien      | 2: 4            | 0,9136         |
| Nicht in der Zwischenrunde |              |                 |                |
| 13                         | Kroatien     | 0: 3            | 0,7737         |
| 13                         | Griechenland | 0: 3            | 0,7273         |
| 13                         | Israel       | 0: 3            | 0,7838         |
| 13                         | Rumänien     | 0: 3            | 0,8835         |

## Ehrungen
Zur wertvollsten Spielerin wurde die Spanierin Amaya Valdemoro gewählt. Komplettiert wird das All-Tournament Team von der Lettin Anete Jēkabsone-Žogota, der Belarussin Natalja Martschenko sowie den Russinnen Marija Stepanowa und Olga Arteschina.

## Statistiken

### Insgesamt
- Spiele: 54
- Punkte: 6.986 (davon 2.036 2er, 564 3er und 1.222 Freiwürfe)
- Wurfquote: 46,7 % (44,0 % 2er, 31,1 % 3er und 70,5 % Freiwürfe)
- Rebounds: 3.969 (davon 1.185 offensiv und 2.784 defensiv)
- Assists: 1.261
- Fouls: 1.907
- Ballverluste: 1.752
- Steals: 939
- geblockte Würfe: 243

### Meiste Punkte
| Spieler                | Nationalität | Punkte |
| ---------------------- | ------------ | ------ |
| Ann Wauters            | Belgien      | 177    |
| Anete Jēkabsone-Žogota | Lettland     | 155    |
| Amaya Valdemoro        | Spanien      | 142    |
| Eva Vítečková          | Tschechien   | 134    |
| Sandrine Gruda         | Frankreich   | 131    |

### Meiste Punkte pro Spiel
| Spieler                | Nationalität | Punkte |
| ---------------------- | ------------ | ------ |
| Ann Wauters            | Belgien      | 19,7   |
| Anete Jēkabsone-Žogota | Lettland     | 17,2   |
| Amaya Valdemoro        | Spanien      | 15,8   |
| Linda Fröhlich         | Deutschland  | 15,0   |
| Eva Vítečková          | Tschechien   | 14,9   |

### Meiste Rebounds pro Spiel
| Spieler                 | Nationalität | Rebounds |
| ----------------------- | ------------ | -------- |
| Marija Stepanowa        | Russland     | 10,0     |
| Linda Fröhlich          | Deutschland  | 8,7      |
| Ann Wauters             | Belgien      | 8,1      |
| Irina Ossipowa          | Russland     | 7,6      |
| Anastassija Weremejenko | Belarus      | 7,6      |

### Meiste Assists pro Spiel
| Spieler                | Nationalität | Assists |
| ---------------------- | ------------ | ------- |
| Edwige Lawson-Wade     | Frankreich   | 4,3     |
| Birsel Vardarlı        | Türkei       | 3,8     |
| Kathy Wambe            | Belgien      | 3,4     |
| Natalja Martschenko    | Belarus      | 3,3     |
| Anete Jēkabsone-Žogota | Lettland     | 3,2     |